# Кондро
Кондро (итал. Condrò) је насеље у Италији у округу Месина, региону Сицилија.
Према процени из 2011. у насељу је живело 402 становника. Насеље се налази на надморској висини од 83 м.

## Становништво
| 1936. | 1951. | 1961. | 1971. | 1981. | 1991. | 2001. | 2011. |
| ----- | ----- | ----- | ----- | ----- | ----- | ----- | ----- |
| 1.143 | 1.034 | 939   | 643   | 576   | 519   | 523   | 481   |